# Lijst van bruggen in Amsterdam-Noord
Lijst van bruggen in het Amsterdamse stadsdeel Noord, dat is het deel van de gemeente Amsterdam ten noorden van het IJ, inclusief de dorpen Durgerdam, Zunderdorp, Ransdorp en Holysloot.

## Belangrijke verkeersbruggen
De Schellingwouderbrug tussen Schellingwoude en het Zeeburgereiland is de enige brug tussen Amsterdam-Noord en de rest van de stad.

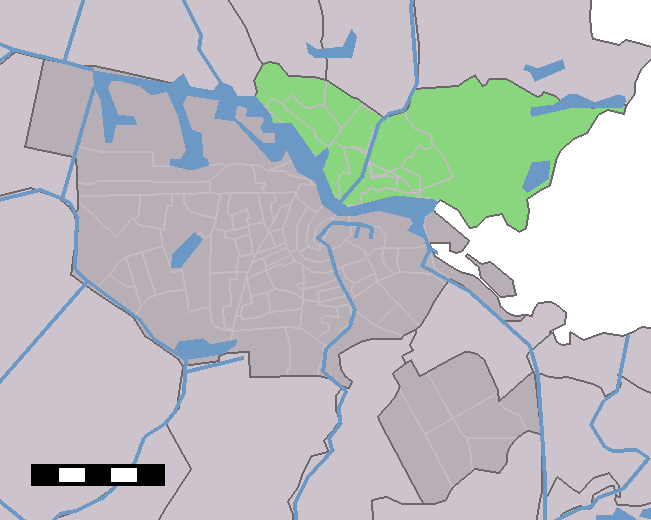

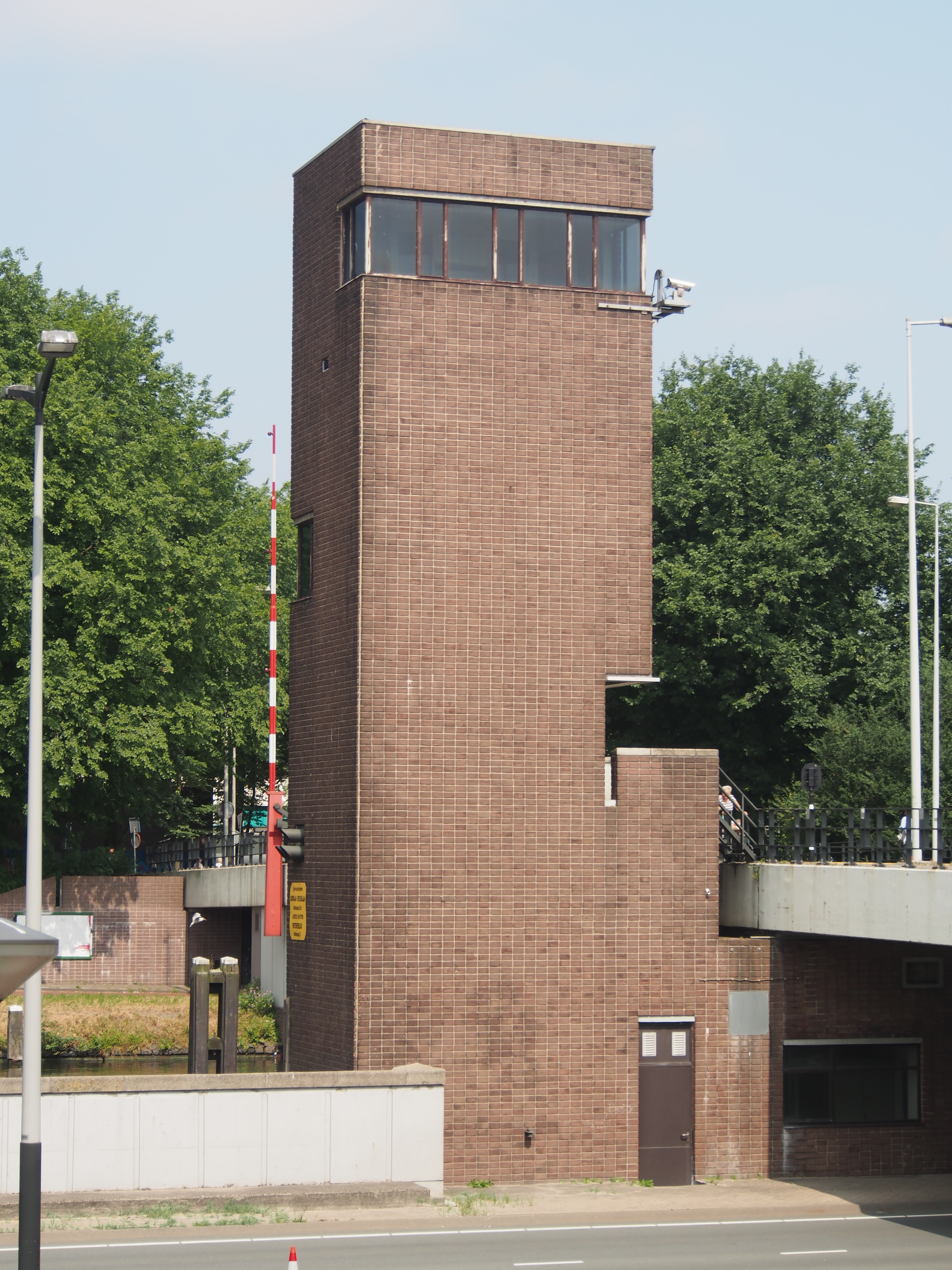
Gerben Wagenaarbrug

Bruggen in het westelijk deel van Noord (postcodes 1031-1037):
- Theo Fransmanbrug (brug 1788), fietsbrug over Zijkanaal I bij NDSM-werf
- NSM-brug (Langebrug) (356), Klaprozenweg over Zijkanaal I
- Brug 372, Stentorstraat over het Twiske
- Brug 474, fiets- en voetbrug tussen Dierenriem en Kometensingel
- Brug 475, fiets- en voetbrug tussen Dolfijnhof en Kometensingel
- Kadoelenbrug (1787), fietsbrug over Zijkanaal I bij De Bongerd
- Anton Geesinkbrug (2288), voetbrug, Bep van Klaverenboulevard in Banne Buiksloot
- François Brandtbrug (1777), Abebe Bikilalaan (zuidkant), in Banne Buiksloot
- Buiksloter Kerkepadbrug (364), bij de Buiksloterdijk
- Brug 1774, Grasweg over Tolhuiskanaal
- Brug 438, viaduct Mosplein
- Brug 437, viaduct van Johan van Hasseltweg over Mosveld/Mosplein

Bruggen over het Buiksloterkanaal
- de Wasknijper (brug 177), Distelweg
- de Leeuwenputbrug, Brug 371, Grasweg
- Van der Pekbrug (995), Docklandsweg, bij Van der Pekplein
- Elsje Christiaensbrug (2474), Tolhuisweg
- Galgenveldbrug (2476), voetbrug tussen Overhoeksplein en Tolhuistuin
- Volewijckbrug (2475), IJpromenade, fiets- en voetbrug

Bruggen over het Noordhollandsch Kanaal:
- Brug 2470, ten noorden van het sluizencomplex
- Gerben Wagenaarbrug (brug 357), tussen Hagedoornplein en Kraaienplein, ook over Nieuwe Leeuwarderweg
- Brug 491 (Meeuwenpleinbrug), Johan van Hasseltweg
- Jip Golsteijnbrug (968), ophaalbrug voor fietsen en voetgangers naast brug 491
- Eva Schalkbrug of Noorderparkbrug (zonder nummer), fietsbrug in Noorderpark
- Buiksloterdraaibrug (2205), Buiksloterdijk
- Brug 970 (bijnamen Bannebrug, IJdoornlaanbrug), in IJdoornlaan

Bruggen ten oosten van het Noordhollandsch Kanaal (binnen de ring, 1021-1025):
- Brug 490 (tot 2008 ook wel Meeuwenei), viaduct/verkeersplein, Johan van Hasseltweg over Nieuwe Leeuwarderweg
- Hederabrug (998), Noorderpark, over Nieuwe Leeuwarderweg
- Klimopbrug (999), Noorderpark, over Nieuwe Leeuwarderweg
- Cecilia van Alphen-Jagtmanbrug (912), tussen de Buiksloterdijk en Buikslotermeerdijk
- Watersnoodbrug (943), Waddenweg over Ringsloot van Buikslotermeer
- Blauwezandbrug (92), bij Meerpad over Ringsloot
- Duivekaterbrug (Nieuwendammersluis) (brug 368), Nieuwendammerdijk
- Brug 470, Zuiderzeeweg bij Schellingwouderbreek
- Gruttobrug (471), Zuiderzeeweg over Weersloot
- Muiderbergbrug (989), bij Markengouw in Nieuwendam
- Schellingwouder Kerkepadbrug (377), Wijkergouw bij Schellingwouderdijk

Bruggen in Landelijk Noord: Durgerdam, Zunderdorp, Ransdorp en Holysloot (buiten de ring, 1026-1028):
- Wezenbrug (339), ophaalbrug in Durgerdam bij de Dorpskerk
- Jacob (2461) en Klaas Bordingbrug (109), Durgerdammergouw bij Uitdammerdijk
- Brug 343, ophaalbrug, Dorpsweg Ransdorp
- Brug 344, ophaalbrug in Ransdorp
- Brug 365, ophaalbrug in Ransdorp
- Brug 373, tussen Buikslotermeerdijk en Zunderdorpergouw
- Postje van Gerrit Vreeling (351), ophaalbrug, Middenlaan Zunderdorp bij Achtergouw
- Los postje (374), over Nieuwe gouw bij Achterlaan in Zunderdorp
- Bakkersbrug (375), ophaalbrug, Middenlaan Zunderdorp bij Torenven
- Brug 380, Liergouw, in Ransdorp

## Overige bruggen
Verspreid over Amsterdam-Noord liggen tientallen bruggen en bruggetjes, die alleen lokaal van belang zijn.
| Brugnummer | Type                                                                               | Wijk                 | Straat/weg                        | Overspant                  | Afbeelding                                  |
| ---------- | ---------------------------------------------------------------------------------- | -------------------- | --------------------------------- | -------------------------- | ------------------------------------------- |
| 483        | Ophaalbrug                                                                         | Kadoelen             | Kadoelenpad                       | Nieuwe Gouw                | Brug 483 (in Amsterdam)\|Meer afbeeldingen  |
| 894        | Duiker (onzichtbaar) uit rond 1969 18 meter lang nummer alleen op kaarten gebruikt | Molenwijk            | Toerit winkelcentrum              | ringsloot Molenwijk        |                                             |
| 990-993    | Vaste brug afgebeeld brug 990                                                      | Schellingwouderbreek | Voetpad Schellingwouderbreek      | inhammen                   |                                             |
| 1718       | voetbrug                                                                           | Noorderpark          | voetpad                           | slootje in het park        | Brug 1718 (in Amsterdam)\|Meer afbeeldingen |
| 1723       | verkeersbrug                                                                       | Terrasdorp           | Scheepsbouwweg                    | Afwateringstocht Hoge Land | Brug 1723 (in Amsterdam)\|Meer afbeeldingen |
| 1746       | voet/fietsbrug                                                                     | Terrasdorp           | Modelmakerstraat                  | Afwateringstocht Hoge Land | Brug 1746 (in Amsterdam)\|Meer afbeeldingen |
| 2280       | Houten voetbrug                                                                    | Kadoelen             | Kadoelenpad naar volkstuincomplex | Nieuwe Sloot               | Brug 2280 (in Amsterdam)\|Meer afbeeldingen |